# Университет Новой Зеландии
Университет Новой Зеландии был единственным университетом в Новой Зеландии с 1874 по 1961 годы. Это была федеральная структура, охватывающей несколько институтов в различных местах Новой Зеландии. После того, как университет был распущен в 1961 году, в Новой Зеландии образовалось четыре независимых университета и два ассоциированных сельскохозяйственных колледжа: Университет Отаго (Данидин), Университет Кентербери (Крайстчерч), Оклендский университет (Окленд), Университет Виктории (Веллингтон), Сельскохозяйственный колледж Кентербери (Линкольн) и Сельскохозяйственный колледж Мэсси (Палмерстон-Норт).

## История
Университет был открыт в 1870 году. В то время, штаб-квартира была в Крайстчерче, провинции Кентербери.
Университет Отаго договорился о том, чтобы сохранить свое звание «университета», когда он был присоединен к университету Новой Зеландии в 1874 году, но согласился выдавать дипломы университета Новой Зеландии. Колледжи в Крайстчерче, Окленде и Веллингтоне были известны как «университетские колледжи», а не «университеты» на протяжении большей части истории университета Новой Зеландии.
Закон об университетах 1961 года расформировал университет и наделил полномочиями выдавать дипломы университетов бывшие учредительные колледжи.

## Поступление в университет
Университет установил собственные вступительные экзамены и стипендии для оказания финансовой помощи студентам. , когда университет был расформирован вопросы, касающиеся поступления в вузы Новой Зеландии, перешли в ведение Совета по поступлению в Университеты (англ. The Universities Entrance Board), подкомитету Комитета по университетским грантам (англ. The University Grants Committee). Совет по поступлению в Университеты, в свою очередь, в 1990 году был преобразован в Новозеландский квалификационный орган (англ. New Zealand Qualifications Authority).

## Другое использование имени
Учебное заведение Te Wānanga o Aotearoa, основанное в 1984 году, использовало выражение «Университет Новой Зеландии» в английском переводе своего названия, хотя оно не имело отношения к бывшему университету. После возражений со стороны официальных органов, на незаконное использование охраняемого слова (в данном случае, «университет») и, следовательно, вводящую в заблуждение рекламу, использование данного выражения было прекращено. Сейчас учреждение официально зарегистрировано как «wānanga», — один из пяти типов принадлежащих государству высших учебных заведений.